# Kunovci
Kunovci su naselje u Republici Hrvatskoj u Požeško-slavonskoj županiji, u sastavu grada Požege.

## Zemljopis
Kunovci su smješteni oko 6 km sjeverno od Požega,  susjedna naselja su Krivaj i Bankovci na sjeveru, Marindvor na jugu, Nova Lipa na jugozapadu te Ugarci na zapadu.

## Stanovništvo
Prema popisu stanovništva iz 2011. godine Kunovci su imali 88 stanovnika.
| broj stanovnika | 66    | 85    | 74    | 102   | 115   | 117   | 139   | 124   | 129   | 117   | 129   | 114   | 82    | 79    | 90    | 88    | 82    |
|                 | 1857. | 1869. | 1880. | 1890. | 1900. | 1910. | 1921. | 1931. | 1948. | 1953. | 1961. | 1971. | 1981. | 1991. | 2001. | 2011. | 2021. |